# Instituto Huygens de Historia de los Países Bajos
El Instituto Huygens de Historia de los Países Bajos (en neerlandés: Huygens Instituut voor Nederlandse Geschiedenis, abreviado Huygens ING) es un instituto de la Real Academia Neerlandesa de Ciencias (KNAW) de los Países Bajos, fundado el 1 de enero de 2011, nombrado en honor al estadista y poeta del siglo XVII Constantijn Huygens y a su hijo, el científico Christiaan Huygens.
El Instituto Huygens estudia la historia de los Países Bajos y desarrolla herramientas informáticas para facilitar las investigaciones científicas. Su sede estaba en el edificio de la Biblioteca Real de La Haya, pero en 2015 fue trasladada al edificio Spinhuis de Ámsterdam junto con otras instituciones científicas. Tiene un centenar de empleados, y es una de las principales instituciones científicas dedicadas a las ciencias humanas de los Países Bajos.
Ya en 1902, el gobierno de los Países Bajos organizó una comisión encargada de la publicación de fuentes históricas. En 1910, la comisión contó con su propia oficina, que, después de varios pasos intermedios, se integró en 1989 en la Organización Neerlandesa de Investigación Científica bajo el nombre de Instituto de Historia de los Países Bajos. En 2005, absorbió el departamento de filología neerlandesa del Instituto Neerlandés de Servicios de Informática Científica En 2011, se fusionaron el Instituto Huygens y el Instituto de Historia de los Países Bajos y el organismo resultante adoptó su nombre actual.
El instituto pertenece al consorcio de institutos y organizaciones científicas que publican juntas el registro de autoridad Portal Biográfico de los Países Bajos, del cual coordina las actividades y mantiene la base de datos.

## Publicaciones en línea
- Historici.nl: Base de datos de publicaciones, documentos y acontecimientos relacionados con el estudio de la historia de los Países Bajos.
- Textual Scholarship.nl: web que proporciona herramientas para publicar documentos y estudios históricos.
- Bibliografía digital de estudios filológicos y literarios del neerlandés: base de datos de la literatura secundaria sobre el neerlandés.
- Bibliografía digital de la historia de los Países Bajos: base de datos de 200.000 (en 2015) libros y artículos historiográficos.